# Edmundo Alberto Mercer
Edmundo Alberto Mercer (Tibagi, 1 de agosto de 1878 — Tibagi, 1 de agosto de 1938) foi um sertanista, agrimensor, topógrafo e político brasileiro.

## Biografia
Filho do inglês Herbert Harrison Mercer e de Maria Antonia de Sá Bittencourt Mercer, nasceu em Tibagi em 1878. Casou-se com Laurentina de Sá Bittencourt Mercer. Seu filho, Edmundo Alberto Mercer Junior, foi um jurista, nomeado Desembargador do Tribunal de Justiça do Estado do Paraná.
Fez todos os estudos na capital paranaense, sendo estes os cursos primários e preparatórios e o curso de Humanidades. Realizou também um vasto estudo sobre criação de gado nos campos gerais.
Exercendo a função de comissário de terras, confeccionou perfeito mapa da região tibagiana e realizou levantamentos topográficos nas proximidades do “Salto de Sete Quedas” e em região inexplorada do Mato Grosso, na divisa com o Paraná, atualmente estado do Mato Grosso do Sul. Como agrimensor, desbravou o sertão paranaense de oeste a noroeste do estado e seus relatórios e pesquisas foram publicados nos jornais: “A República”, “Diário da Tarde”, “Comércio do Paraná” de Curitiba, “Diário dos Campos” de Ponta Grossa, entre outros.
Combateu, fervorosamente em campanha pela imprensa, o trabalho escravo de operários ervateiros e madeireiros no interior paranaense. Suas críticas nos jornais locais ecoaram em diversos periódicos das principais cidades brasileiras chegando a repercutir na câmara federal, no Rio de Janeiro.
Foi eleito em 1927 deputado estadual com 20.912 confirmações e re-leito em 1929 com 25.013 votos. Foi ainda prefeito da sua cidade natal, Tibagi, realizando inúmeras obras e algumas que se perpetuam na atualidade.
Na segunda-feira, 1 de agosto de 1938, faleceu Edmundo Alberto Mercer na cidade em que veio ao mundo, exatos 60 anos atrás.
Entre as inúmeras homenagens ao sertanista paranaense, encontramos uma na capital e no interior paranaense, e outra em sua terra natal; no bairro Tingui (Curitiba) e em Campo Mourão encontramos a Rua Edmundo Alberto Mercer e, em Tibagi, a principal praça da cidade, onde ocorrem grandes eventos com destaque ao carnaval popular, leva o nome de Praça Edmundo Mercer.